# Nightmare (Soulcalibur)
Nightmare (ナイトメア?, Naitomea) è un personaggio immaginario e il principale antagonista della serie di videogiochi Soulcalibur della Namco. Compare in tutti gli episodi della serie. Ciò che alberga nella sua anima è la dannazione.

## Storia
Nightmare, altri non è se non l'incarnazione dello spirito della Soul Edge, Inferno, nell'armatura di Siegfried Schtauffen. Dopo che quest'ultimo aveva ucciso suo padre, la malefica spada prese il possesso del suo corpo, trasformandolo in Nightmare. In tre anni reclutò un gruppo dei temibili seguaci: il malvagio golem Astaroth, Tira, Lizardman e la pericolosa e avvenente Ivy. Ognuno di essi aiutò la Soul Edge nella ricerca di anime da far divorare per la cerimonia di ringiovanimento, che sarebbe dovuta avvenire nella sua grande fortezza, il castello di Ostrheinsburg. Ma quando la cerimonia stava avendo inizio, il clan fu sbaragliato velocemente: Lizardman e Astaroth furono sconfitti; Ivy lasciò i compagni dopo aver ascoltato la scioccante verità sul proprio orribile passato dal Fu-Ma ninja Taki. 
Due giovani guerrieri affrontarono Nightmare dopo aver distrutto molti golem: Kilik, il coraggioso possessore del bastone Kali-Yuga e del sacro specchio Dvapara-Yuga; e Xianghua, armata di Krita-Yuga, la spada che si rivela essere la "Soul Calibur". Nightmare e la Soul Edge furono sconfitti dopo una cruenta battaglia e furono risucchiati in una voragine senza fondo. Con la Soul Edge particolarmente debole, Siegfried riacquistò un po' della sua umanità e giurò di espiare i suoi peccati. Nonostante la Soul Edge fosse debole, però, era ancora presente all'interno di Siegfried e mirava ad ottenere il controllo del suo corpo durante il sonno. Malgrado i suoi sforzi per contrastare ogni forza distruttiva, Siegfried dovette arrendersi trasformandosi di nuovo nel Cavaliere Azzurro. 
Nightmare è alle prese col corpo di Siegfried che si ribella al volere della spada e dell'armatura, ma grazie al potere della Soul Edge (completa) riesce a sovrastare la volontà dell'umano e a mantenere le sembianze di guerriero. Tornato a Ostrheinsburg, Nightmare si imbatte in Raphael Sorel, un guerriero francese, che riuscì a batterlo. Quando Nightmare stava per dare a Raphael il colpo di grazia la mente di Siegfried riemerse, lottando contro la volontà della Soul Edge; Raphael ne approfittò per trafiggere l'occhio della Soul Edge con il suo stiletto, cosa che indebolì molto la spada maledetta e Siegfried poté colpirla con la Soul Calibur apparsa improvvisamente lì e sigillandole entrambe.
Tuttavia, Inferno abbandonò la spada per rifugiarsi nell'armatura blu che Siegfried si era tolto. L'armatura venne trovata dal misterioso immortale Zasalamel, che creò un corpo per lo spirito della Soul Edge generando un nuovo Nightmare. Ritornato in vita, Nightmare cercò di vendicarsi di Siegfried ma anche di trovare un nuovo corpo ospite, in quanto quello attuale era instabile. Insieme a lui si unì una perfida assassina di nome Tira che aiutò il Cavaliere Azzurro a divorare nuove anime per renderlo più forte. Alla fine Nightmare rincontrò Siegfried, dando vita a uno scontro cruento dove i due si equivalsero, tant'è che le due spade alla fine si sgretolarono l'un l'altra distruggendo Nightmare e ferendo gravemente Siegfried. 
Tuttavia lo scontro tra le due spade generò un'onda di energia che riportò Nightmare a Ostrheinsburg e che attirò tutti i frammenti della Soul Edge lì; la spada maledetta, con tutti i suoi frammenti, raggiunse così la sua forma completa inondando anche Nightmare della sua malvagità: il metallo si trasformò con l'energia demoniaca ma era troppa persino per Nightmare, e allora il Cavaliere Azzurro la fece passare per Ostrheinsburg stessa, assorbendo le anime della gente e trasformando la città in un recipiente di anime per tutti coloro che avessero voluto impossessarsi della Soul Edge. E intanto l'armatura e la spada aspettavano sul trono del castello il ritorno di Soul Calibur per un nuovo scontro.
Dopo molto tempo, poi, Nightmare, avendo preso molte anime da diventare molto forte, si scontrò con Siegfried e la Soul Calibur ma alla fine vennero sconfitti. Tuttavia i frammenti della spada malefica si erano di nuovo sparsi per il mondo e i servitori di Nightmare ne raccolsero molti da riformare la Soul Edge (seppur incompleta); dopo diciassette anni trovarono un nuovo corpo ospite adatto, che era anche una vecchia conoscenza della Soul Edge: Raphael Sorel, morto in circostanze misteriose. A differenza del primo Nightmare, che si presentava come un mostro genocida, questo usava il sotterfugio e la diplomazia per raggiungere i suoi scopi: infatti divenne amico dell'imperatore Rodolfo II con il titolo di Graf Dumas, che si occupava dell'epurazione dei malfestati, i servi della Soul Edge; in realtà Dumas usava questa situazione per uccidere gli esseri umani e raccogliere le loro anime per rafforzare il potere della spada maledetta. 
Tra le sue file c'era anche Patroklos Alexandra, il figlio di Sophitia Alexandra, che cercava sua sorella, Pyrrha Alexandra, rapita da Tira, la quale aveva lasciato Nightmare. Dumas usò così Patroklos per uccidere sempre più innocenti con la scusa di ritrovare sua sorella. Ma quando il ragazzo si scontrò con il lupo mannaro Z.W.E.I., membro della banda di Siegfried, che gli instillò dei dubbi sulla fiducia del suo signore, volle delle risposte direttamente da lui; Dumas, per tutta risposta, gli lanciò contro il suo nuovo servo, Voldo, e se ne andò.
Dumas ritornò ad Atene, dove i malfestati l'avevano saccheggiata, e lì ritrova Patroklos con sua sorella Pyrrha appena ritrovata; Dumas allora si rivelò per quello che era: Nightmare, e ingaggiò un combattimento contro il ragazzo e subito dopo contro Pyrrha che, incredibilmente, divenne una malfestata anche lei. Nightmare, anche se sconfitto, disse alla ragazza "È tutto qui?" scomparendo nelle fiamme.
Con il potere della Soul Edge restaurato Nightmare gettò la maschera e mosse guerra con i malfestati contro l'Occidente. Venne raggiunto al suo castello da Z.W.E.I che dopo un cruento combattimento lo sconfisse gettandolo in un dirupo. Il destino del Cavaliere Azzurro, però, rimarrà ancora un mistero.

## Aspetto e personalità

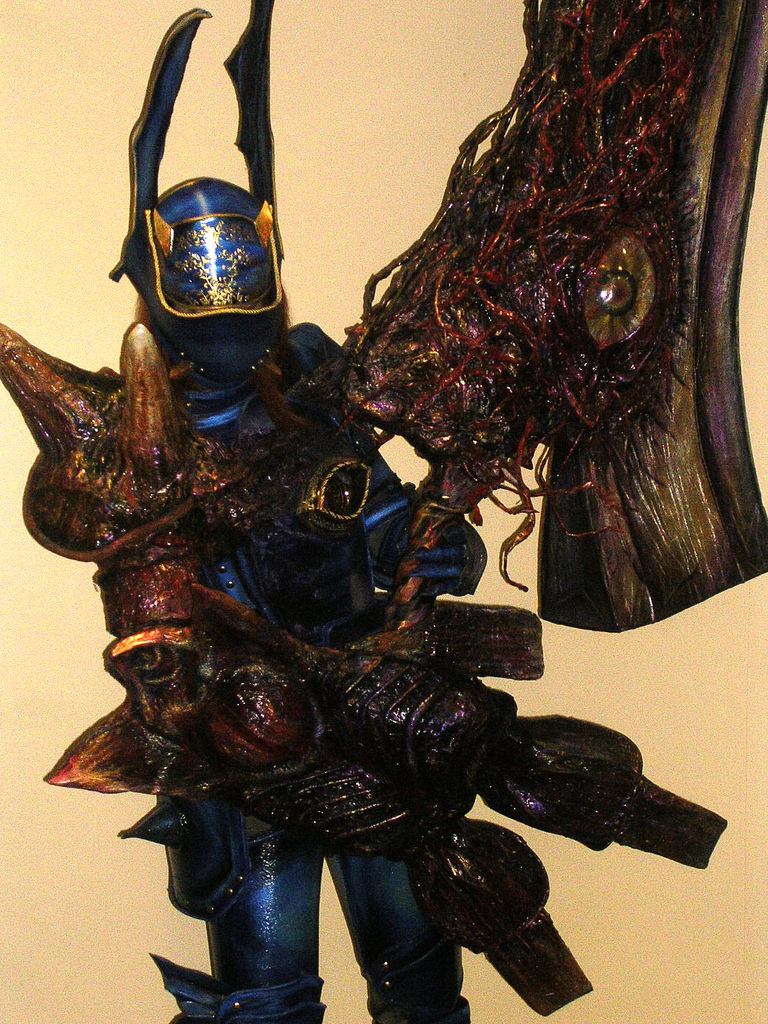
Cosplay di Nightmare

Fedele al suo soprannome, Nightmare è ricoperto da una corazza azzurra e caratterizzato dal braccio destro che ha connotati demoniaci; porta la Soul Edge nella mano sinistra (anche se la può prendere con il braccio destro). Nel corso degli episodi il suo aspetto è cambiato, mantenendo alcune caratteristiche: in Soulcalibur è coperto da una corazza blu scura, che lascia scoperta solo la schiena, uno spallaccio puntuto sulla spalla sinistra, il braccio destro è caratterizzato da un'enorme mano artigliata con due corna e l'elmo presenta un corno sulla fronte e due ali metalliche dietro la nuca. 
In Soulcalibur II l'aspetto cambia: il corno sull'elmo scompare, le ali diventano da pipistrello e sotto l'elmo compaiono i capelli di Siegfried, ora rossi per l'influenza della Soul Edge e il braccio demoniaco ha un rialzamento della pelle sul quale è visibile un occhio demoniaco. 
In Soulcalibur III i connotati demoniaci sono molto evidenti: sulla schiena, delle vertebre si sono allungate, il braccio è caratterizzato da una corazza ossea sull'avambraccio, e sulla spalla destra è presente una bocca con quattro mandibole; inoltre, un'altra bocca è presente nel petto. Sull'elmo ricompare il corno e al posto delle ali c'è una cresta; compare con questo aspetto anche in Soulcalibur Legends, con l'aggiunta di un'altra bocca sul ginocchio sinistro. In Soulcalibur IV l'armatura è composta da due parti (superiore e inferiore) unite da una bocca che le collega con un'energia oscura, il braccio destro è di metallo, lo spallaccio destro ha due lame arancioni e quello sinistro delle punte, anch'esse arancioni, il corno sull'elmo è arancione. 
In Soulcalibur V ha un'armatura azzurra regale che lo ricopre del tutto, l'elmo presenta sia le ali che il corno arancione, il braccio destro ha una mano artigliata dove sembra fuoriuscire del fuoco.
In tutti i videogiochi Nightmare è caratterizzato e si presenta nell'essere come una creatura malvagia, che non mostra rispetto per i suoi avversari, guarda gli umani come esseri patetici e inferiori e non smette mai di combattere per prendere sempre più anime. In Soulcalibur V la cosa cambia: se prima era una forza inarrestabile adesso utilizza inganni e la sua posizione di potere come Graf Dumas per ottenere ciò che vuole, passando così da distruttore genocida a scaltro manipolatore. Da quando Siegfried è riuscito a respingerlo in Soulcalibur II Nightmare nutre un profondo odio verso il cavaliere, e cerca in ogni modo di sconfiggerlo.

### Armi
- Soul Edge 1p&2p

Al centro di molte leggende, la Soul Edge è una spada maledetta che divora le anime degli uomini e controlla la mente di chi la possiede. Si tratta di un oggetto che incute timore. Attualmente, il suo potere si è ridotto dopo numerose epiche battaglie, ma resta comunque una forza terribile. Oaìra che è parte della mente di Nightmare è sotto il controllo dell'oscura spada, essa è per lui l'arma ideale.
- Soul Edge (CLEAVER)
- Balmung
- Claymore
- Giga Claymore
- Flamberga

Una spada a due mani la cui lama presenta delle onde simili a fiamme. 
- Great Blade
- Steel Paddle
- Igneous Blade
- Soul Edge (VEILED)
- Chrome Blade
- Soul Edge (LARVAE)
- Soul Edge (COCOON)
- Glam

Una spada nera tramandata nelle generazioni, si dice che un tempo fu usata per uccidere un drago. I Simboli incisi sulla lama, hanno apparentemente una sorta di potere mistico, che aumentano di molto le capacità dell'arma. Questo potere permette di ferire il nemico anche se prova a parare il colpo.
- Requiem
- Faust
- Soul Edge (CRESCIUTA)

La forma assunta dalla spada maledetta Soul Edge dopo essersi riunita con molti suoi frammenti ed aver recuperato buona parte del potere perduto. Anche se non è completa, emana già un'aura malvagia, come per avvolgere il mondo col suo potere. Un normale esser umano difficilmente riuscirebbe a brandirla a lungo.
- Soul Edge (PHANTOM)

Una replica della Soul Edge, creata con i ricordi di Nightmare su quella originale. Anche se ha la capacità di raccogliere le anime è molto più debole rispetto a quella originale.
- Soul Edge (NAUPLIO)

La vera forma della Soul Edge che aveva nell'antichità. In passato era una spada come le altre, ma versò tanto sangue che alla fine, dentro di essa, nacque lo spirito Inferno che la fece così diventare la Soul Edge, la spada maledetta.
- Giant Buster
- Soul Edge (COMPLETA)

La Soul Edge, con tutti i frammenti recuperati, tornata alla forma originaria. Anche dopo aver avvolto il mondo intero nelle sue tenebre, è lecito supporre che non abbia ancora raggiunto i limiti del proprio potere. Difficile dire se Soul Calibur potrebbe ancora opporsi a questo orrore, il quale può esser descritto come l'arma suprema.
- Soul Edge (FINAL FORM)

- Soul Calibur

La Spada dello Spirito che ha combattuto infinite battaglie contro la Soul Edge, dietro le quinte della storia, all'oscuro della coscienza umana. Reagisce alla presenza dei puri di cuore e dona loro la capacità di contrastare le tenebre. Esattamente come la controparte oscura, è in grado di cambiare forma. Si tratta di una spada di luce, che dona vitalità a chi la impugna ma che sembra esser debole in caso d'impatto diretto.
- Galley Oar
- Calamaro Gigante
- The Ancient
- The Master
- Blade of Torment

## Epiloghi

### Soulcalibur
Dopo aver raccolto innumerevoli anime, la Soul Edge si trasformò nel fantasma di Frederick Schtauffen. Alla richiesta di ucciderlo con una spada, Siegfried rimase attonito, ma il padre gli rivelò che non era altro che un'illusione e che doveva pentirsi dei peccati commessi. Davanti alla tomba del padre, Siegfried si chiese se è possibile la redenzione, per poi iniziare il suo viaggio di espiazione onorando le sue ultime volontà.

### Soulcalibur II
"Resisti alla presenza del male!". L'anima dormiente dentro di lui si era risvegliata. Riacquistata la sua sanità, Siegfried prese la spada in mano e promise di non dormire di nuovo mentre vagava per le terre. Alla fine si imbatté in un crepaccio che scendeva nelle profondità della terra e gettò la spada nell'abisso oscuro. Poi distrusse il sentiero che condusse alla voragine e ne divenne il guardiano per l'eternità.

### Soulcalibur III
Un generale avvisa i suoi uomini nel cortile che il Cavaliere Azzurro è vicino. Nightmare li osserva sulla cima del castello.
- Finale A

Nightmare salta giù e uccide tutti i soldati con poco sforzo.
- Finale B

Nightmare salta e cade verso il cortile trasformandosi in Night Terror, che distrugge una statua e poi vola via, risparmiando la vita ai soldati terrorizzati.

### Soulcalibur IV
Nightmare sconfigge Siegfried, che perde la Soul Calibur e cade in ginocchio davanti a lui. Nightmare si dichiara una forza ormai inarrestabile e scatena un mare di fuoco, ruggendo mentre le fiamme investono lui, Siegfried, e la zona. Il testo finale rivela  che "le fiamme della spada maledetta ardono furiosamente. I fuochi dell'inferno presto inghiottiranno il mondo in preda alla disperazione".